# Ambasada Dominikany przy Stolicy Apostolskiej
Ambasada Dominikany przy Stolicy Apostolskiej – misja dyplomatyczna Republiki Dominikańskiej przy Stolicy Apostolskiej. Ambasada mieści się w Rzymie, w pobliżu Watykanu.
Ambasador Dominikany przy Stolicy Apostolskiej akredytowany jest również w Republice Greckiej oraz przy Zakonie Maltańskim.
Jest to największa pod względem zatrudnionego personelu dyplomatycznego ambasada przy Stolicy Apostolskiej.

## Historia
Stolica Apostolska nawiązała stosunki dyplomatyczne z Dominikaną w 1881.